# Gavota

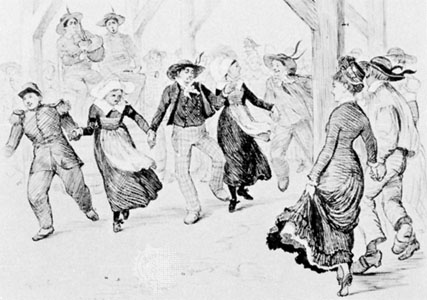
Gavota en Bretaña, Francia, 1878

La gavotte, o gavota, es una danza folklórica originaria de Francia que en sus orígenes se bailaba en corro. Se convirtió a finales del siglo XVI en una danza cortesana y hasta el siglo XVIII fue la base para muchas piezas instrumentales. Musicalmente se caracteriza por tener un compás binario en 2/2 con un tiempo moderado y con frases musicales en anacrusa.

## Origen, historia y evolución
La gavota, que en su origen surgió como una danza popular francesa, es una forma musical que toma su nombre del pueblo de Gavot. Se popularizó en la época de Luis XIV, cuando Jean Baptiste Lully era el principal compositor en la corte de Francia. 
Los estudios de Jean Marie Guilcher sobre la gavota en Bretaña revelaron una gran variedad en la práctica folklórica moderna, especialmente en los pasos utilizados. 

### Renacimiento
En 1588 el canónigo Thoinot Arbeau publicó su Orchesographie, un tratado que constituye la fuente más completa de danzas del Renacimiento. En este manual ya aparece el término gavotte, si bien no es hasta el siglo XVII cuando toma su mayor relevancia como danza.

### Barroco
Además de Lully, durante el Barroco otros muchos compositores de la época incorporaron la gavota con agregado en suites instrumentales. Son conocidos los ejemplos en suites y partitas de Johann Sebastian Bach.
En la suite barroca, la gavota es habitualmente interpretada después de la zarabanda y antes de la giga, o junto con otras danzas como son el minuet, la bourée, el rigodón y el passepied.

### Manifestaciones posteriores
Compositores posteriores, particularmente en el siglo XIX, comenzaron a escribir gavotas. Destaca la Gavota en Re, de Gossec, así como la gavota incluida en Manon, de Massenet.
En la obra de teatro musical My Fair Lady (1956), la pieza titulada "Ascot Gavotte" responde completamente al patrón rítmico tradicional de la gavota, variando algunos pequeños aspectos pero manteniendo el ritmo característico de la marcha.

## Características musicales

### Ritmo

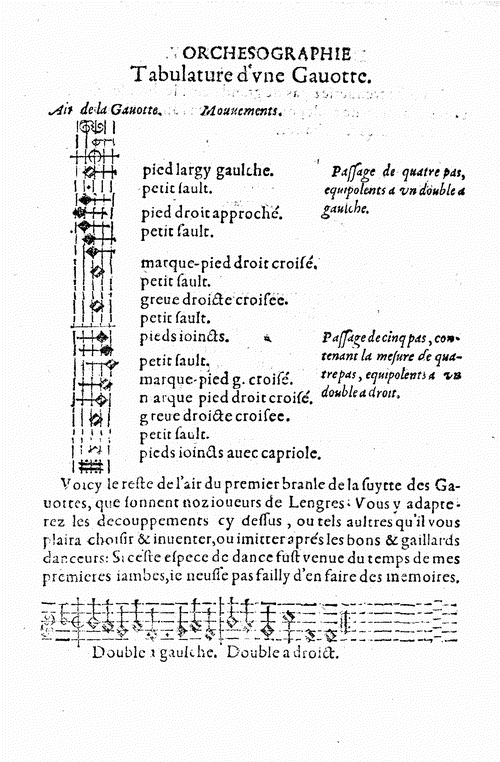
Tablatura de Gavota en Orchesographie, Thoinot Arbeau, 1588.

Las gavotas suelen tener ritmo binario. Están escritas en compás de 2/2 o 4/4. Las frases se inician siempre en la mitad del compás, es decir, en la tercera nota, creando así un efecto anacrúsico. 

### Forma

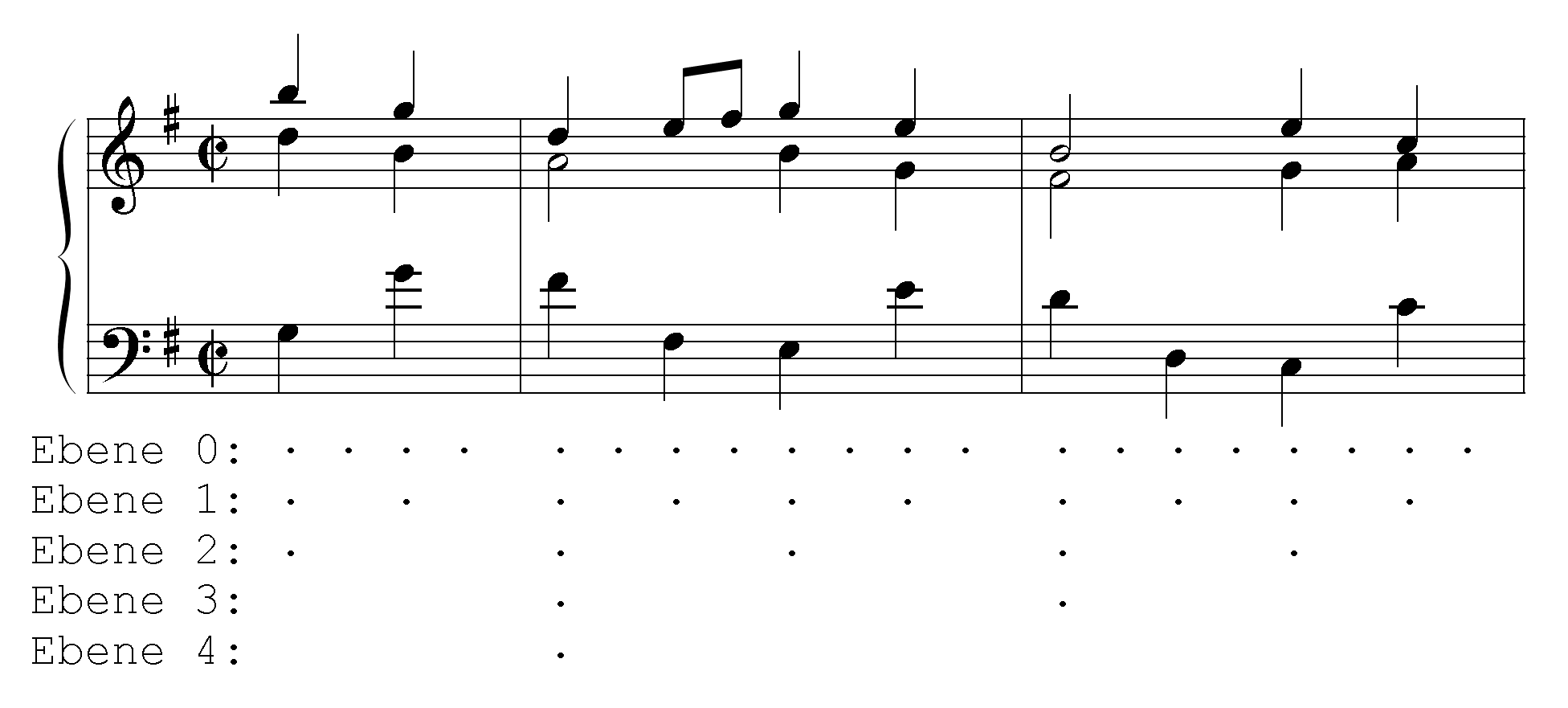
Gavota de J. S. Bach, fragmento.

Dentro de las suites, las gavotas tienen una estructura bipartita. Se construyen en dos partes, cada una de ellas con su consiguiente repetición. La estructura resultante es A A' B B'.

### Acompañamiento
En algunas regiones, las gavotas se acompañan con un cantante, bien sea solista o acompañado por un grupo. En otros lugares las gavotas se acompañan con instrumentos como pueden ser el violín, el tambor, la gaita y algunos tipos de chalumeau. 

## Puesta en escena

### Cómo se baila
La danza se desarrolla generalmente bajo dos versiones:
1. Todos los participantes se integran en una sola línea tomándose por los meñiques y brazos. Las parejas (hombre-mujer), se toman por los brazos, y cada par por los meñiques, formando una gran línea que durante la danza formará círculos y elipses. El movimiento de esa coreografía irá acelerándose según el ritmo de la gavota.
2. La segunda versión consta de dos grupos que irán interactuando coreográficamente entre sí. Uno de ellos será el más dinámico y hará el movimiento tal cual la descripción anterior, mientras que el otro se moverá en un espacio reducido y marcará el ritmo con pasos menos elevados pero más rítmicos que los del otro grupo.

### Vestuario
Indumentaria femenina: Sobre una camisa de color blanco de manga larga, se coloca un vestido de cintura alta de algún color que contraste.
Indumentaria masculina: Durante el Renacimiento se siguió vistiendo a la manera de la Edad Media. La única diferencia que se añadió fue un mayor uso de los colores y la sustitución de las calzas por medias. En la parte de arriba utilizaban camisa blanca de lino, símbolo de opulencia. Encima, un jubón que con el paso del tiempo derivó en un chaleco.